# 塔尔贝哈特
塔尔贝哈特（Talbehat），是印度北方邦Lalitpur县的一个城镇。总人口12664（2001年）。

## 人口
该地2001年总人口12664人，其中男性6645人，女性6019人；0—6岁人口1876人，其中男985人，女891人；识字率65.20%，其中男性为72.08%，女性为57.60%。